# Ovčie
Ovčie este o comună slovacă, aflată în districtul Prešov din regiunea Prešov. Localitatea se află la altitudinea de 479 m deasupra n.m., se întinde pe o suprafață de 3,16 km2 și în 2017 număra 662 de locuitori.

## Istoric
Localitatea Ovčie este atestată documentar din 1320.

## Demografie
| An:                | 1994 | 2004   | 2014   | 2024   |
| ------------------ | ---- | ------ | ------ | ------ |
| Număr de persoane: | 632  | 678    | 670    | 679    |
| Diferență:         |      | +7,27% | −1,17% | +1,34% |

| An:                | 2023 | 2024   |
| ------------------ | ---- | ------ |
| Număr de persoane: | 676  | 679    |
| Diferență:         |      | +0,44% |